# Crocidura goliath
Crocidura goliath — вид ссавців родини Soricidae. Зустрічається в Камеруні, Центральноафриканській Республіці, Республіці Конго, Демократичній Республіці Конго, Екваторіальній Гвінеї та Габоні. Його природне середовище існування — субтропічні або тропічні вологі рівнинні ліси.